# 말로리 나타프
말로리 나타프(Mallaury Nataf, 1972년 3월 19일 ~ )는 프랑스의 가수, 배우이다.